# Bektashi

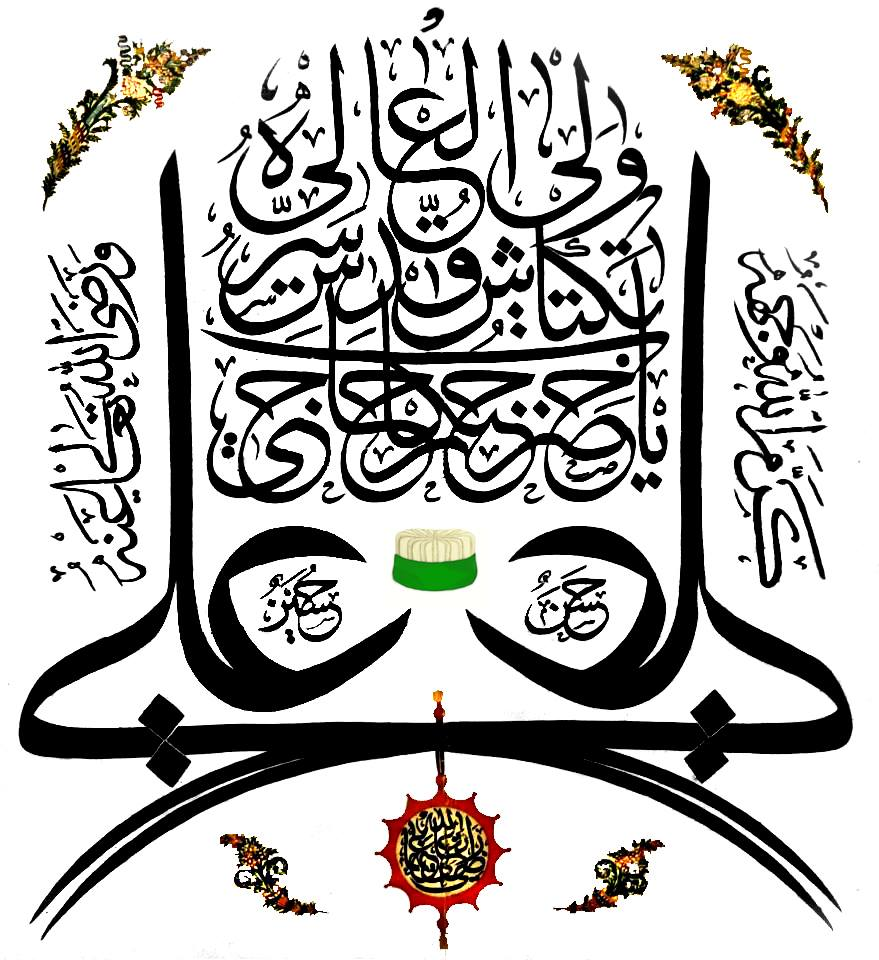
Simbolo della confraternita bektashi

I bektashi (in turco Bektaşi Tarîkatı; in albanese Tarikati Bektashi) sono una confraternita islamica sufi di derivazione sciita, strettamente legata all'alevismo, costituita nel XVI secolo in Anatolia da Balım Sultan e ispirata agli insegnamenti di Hajji Bektash Veli. Associata per secoli ai giannizzeri, ebbe un ruolo importante nelle strutture militari dell'Impero ottomano, per poi essere marginalizzata a partire dal 1826, in seguito all'Incidente di buon auspicio. 
Nel 1925, a causa delle riforme di Atatürk che bandirono le confraternite non controllate dal Diyanet, i bektashi trasferirono la sede dalla Turchia a Tirana, in Albania, dove vennero poi perseguitati per decenni dal regime comunista. 
La confraternita è diffusa particolarmente tra i musulmani dei Balcani, in particolare in Albania, Macedonia del Nord, Kosovo, Bulgaria e Grecia. Varie comunità sono concentrate anche in Turchia e negli Stati Uniti. Numerose türbe, che ospitano le salme di importanti dervisci, e tekke distribuite tra i Balcani e il Medio Oriente costituiscono per i bektashi luoghi di pellegrinaggio. L'attuale dedebaba della confraternita è Baba Mondi.

## Storia

### Le radici della confraternita

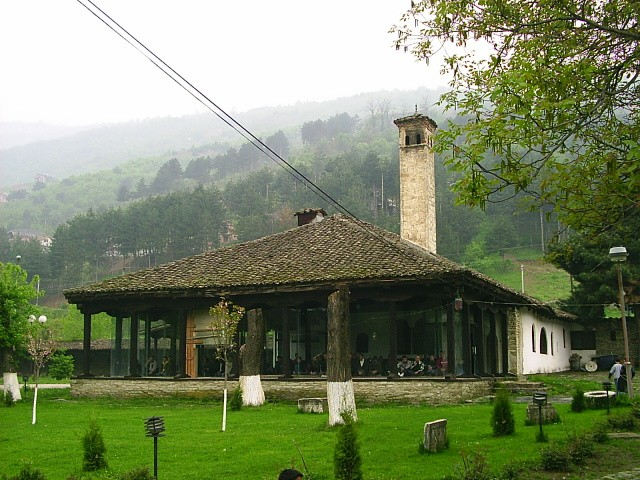
"Arabati Baba Tekke" a Tetovo, in Macedonia del Nord

Le origini della confraternita risalgono all'indomani della rivolta di Baba Ishak, cui Hajji Bektash Veli era in una certa misura associato, nell'Anatolia del XIII secolo. In quel periodo Hajji Bektash Veli raccolse attorno a sé i membri di numerosi gruppi sufi, diffusi tra la popolazione rurale e nomade dell'Anatolia, tra cui i qalandar. Molte delle prime pratiche bektashi derivano infatti da quelle dei qalandar: in particolare, il čahār żarb (la rasatura dei capelli, delle sopracciglia, dei baffi e della barba) e la preferenza per il celibato (mücerredlik). Durante la vita di Hajji Bektash Veli la rasatura della testa, insieme all'indossare un copricapo speciale noto come alefī tāj con l'accompagnamento di takbīr, costituiva una cerimonia di iniziazione. I qalandar furono gradualmente assimilati nell'ordine dei Bektashi, al punto che nel XVI secolo le due designazioni sembravano essere diventate intercambiabili.
Balim Sultan, noto nella tradizione bektashi come pīr-e ṯānī (il secondo anziano), effettuò importanti cambiamenti nella natura dell'ordine bektashi e nelle sue pratiche. A Balim Sultan sono attribuiti il primo utilizzo di dodici candele e di accessori associati in vari rituali e cerimonie, l'introduzione del Palihenk (una grande pietra simbolica con dodici scanalature portata al collo) e soprattutto la fissazione di una gerarchia. Dal tempo di Balim Sultan in poi, l'ordine Bektashi si è diviso in due rami antagonisti: il ramo Mucerred o Babagan, fondato da Balim Sultan e presieduto da un derviscio celibe scelto da un collegio elettorale di suoi pari, e il ramo Çelebi o Sofiyan, guidato da altri presunti discendenti di Ḥabīb e Ḵeżr Lāla.
Quando l'ordine Bektashi iniziò ad assorbire tendenze estremiste sciite nel XVI secolo, acquisì di conseguenza anche alcuni legami con la dinastia safavide. L'ordine Bektashi venerava lo scià Isma'il I e incluse con entusiasmo la sua poesia, così come una raccolta spuria dei suoi sermoni (buyruk), nel proprio corpus di testi liturgici. Alcuni sovrani safavidi, continuando la loro propaganda presso la popolazione eterodossa dell'Anatolia, ricambiarono proclamando la loro fedeltà a Hajji Bektash Veli. È possibile che gli ospizi Bektashi esistessero nell'Iran occidentale, almeno nel primo periodo safavide. In generale, comunque, l'influenza dei Bektashi sulla vita religiosa dell'Iran fu marginale. In un momento non determinabile gli Ahl-e Haqq della regione di Guran devono essere venuti a conoscenza di Hajji Bektash Veli, poiché giunsero a considerarlo una delle manifestazioni del sultano Sohak, il semileggendario fondatore della loro setta.

### Il periodo ottomano

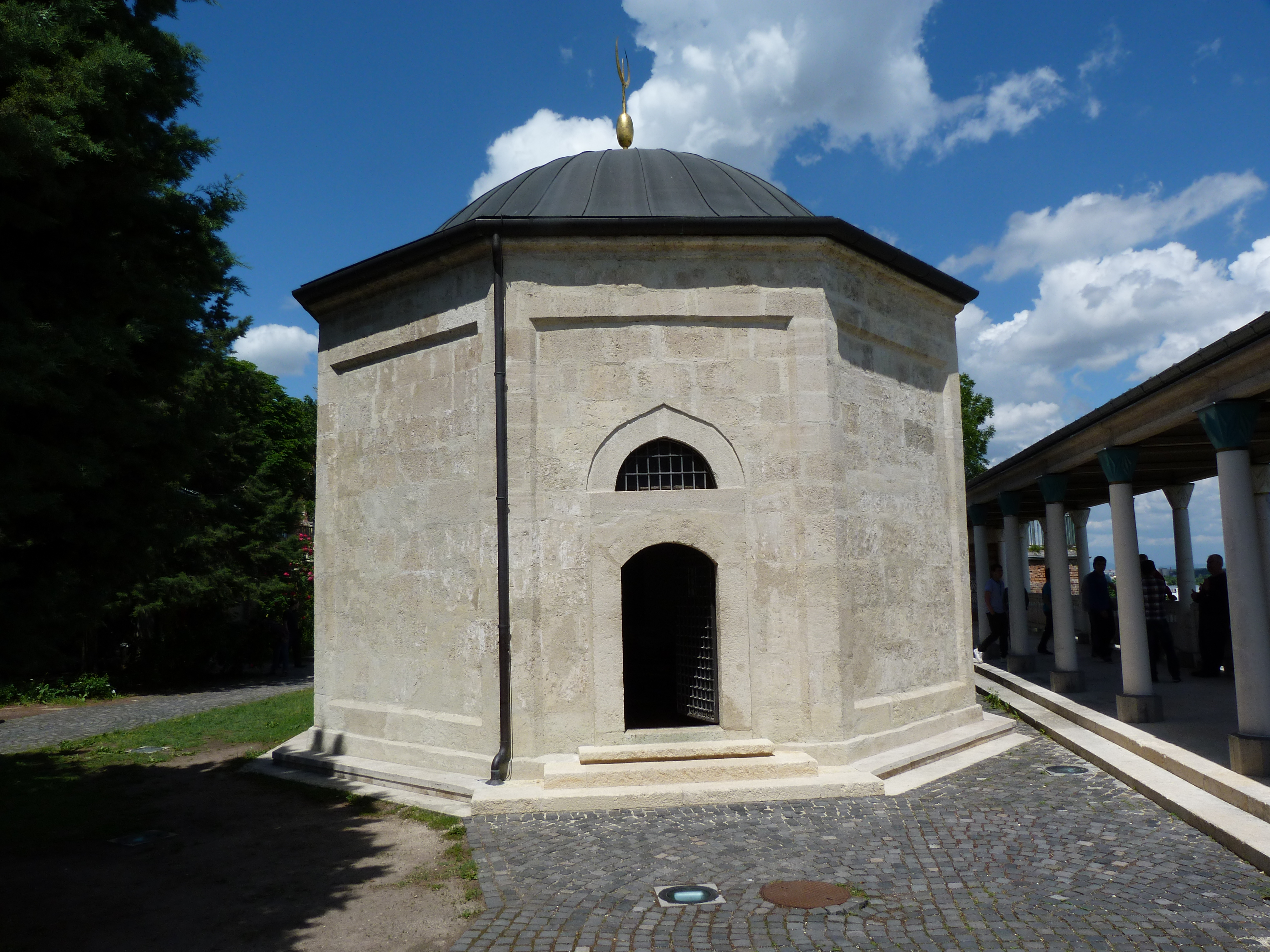
Tomba di Gül Baba a Budapest, in Ungheria

In un certo senso, l'ordine era un mediatore tra l'Impero ottomano e i suoi sudditi kizilbash. Ma ancor più importante era l'associazione col corpo dei giannizzeri. Hajji Bektash Veli ne era considerato patrono (pīr). Questo legame fu un fattore importante per la sopravvivenza dei bektashi in un ambiente sunnita, in quanto eterodossi. Il radicamento della confraternita Bektashi nei Balcani potrebbe anche essere dovuta in gran parte ai giannizzeri, che la affermarono nelle regioni conquiste.
Fu, tuttavia, proprio la loro associazione con i giannizzeri che causò la proscrizione formale dei bektashi nel 1826, quando il sultano Mahmud II, stanco delle continue ribellioni, abolì il corpo dei giannizzeri. Diversi bektashi furono giustiziati e molti altri furono banditi. Le tekke appena erette furono distrutte e quelle più vecchie furono consegnate agli shaykh della confraternia naqshbandi.
In generale, l'ordine Bektashi poté riaffermare la propria esistenza a partire da circa la metà del XIX secolo. In quel periodo i bektashi ripresero il controllo di alcune delle loro tekke, e fu stampata gran parte della loro letteratura. Il regno del sultano Abdul Hamid provocò una pausa in questo risveglio, e i bektashi si resero attivi nella massoneria e nel movimento dei Giovani turchi.

### XX e XXI secolo

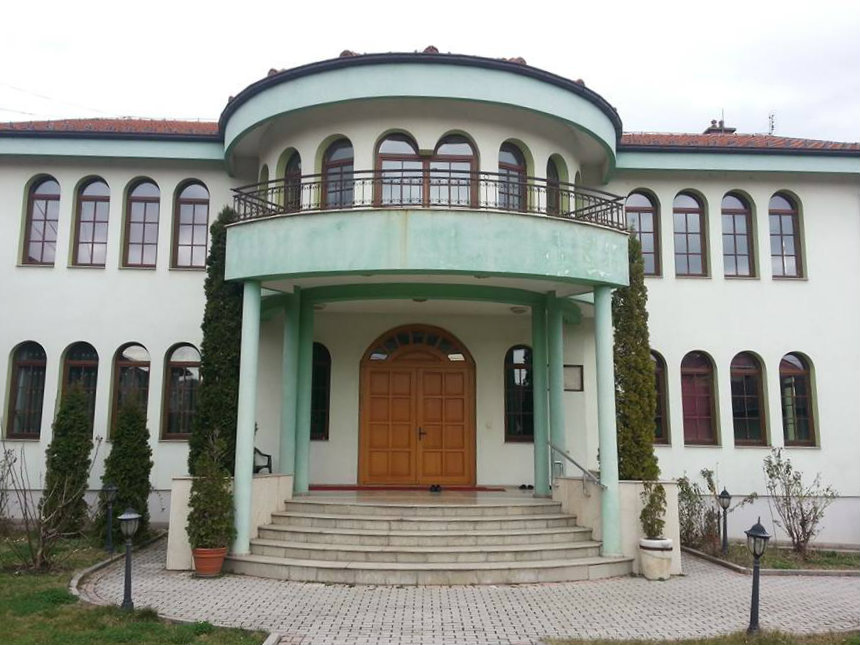
Bektashi Tekke a Gjakova, in Kosovo

Nel 1925 l'ordine Bektashi fu ufficialmente sciolto in Turchia, insieme a tutte le altre confraternite sufi. La sede dell'ordine fu quindi trasferita in Albania, principale roccaforte dei bektashi nei Balcani.
I bektashi arrivarono in Albania probabilmente già nel XV secolo e vi si stabilirono all'inizio del XVIII secolo. Non sono disponibili cifre precise, ma è certo che in Albania erano abbastanza numerosi da essere considerati non semplicemente come un ordine sufi tra gli altri, ma come una comunità religiosa separata, ben distinta dai musulmani sunniti. Dopo la loro scomparsa ufficiale in Turchia la comunità albanese formò il più grande gruppo organizzato di bektashi. Con l'avvento del governo comunista la loro attività subì una serie di restrizioni, culminate nel divieto ufficiale dell'ordine Bektashi insieme a tutte le altre religioni nel 1967.
Altrove nei Balcani, in Tracia, Kosovo e Macedonia, l'ordine dei Bektashi continua a sopravvivere, anche se si presume che in Bulgaria sia stato quasi sradicato a seguito delle misure ufficiali prese contro tutti i gruppi musulmani nel 1985.
I bektashi esistevano anche in Egitto. Nel XVI secolo Evliya Çelebi riportò l'esistenza di tre tekke bektashi al Cairo. All'inizio del XIX secolo solo una di esse, quella di Qaṣr al-ʿAynī, era ancora funzionante. Tutta l'attività dei bektashi in Egitto sembra essere cessata negli anni Cinquanta del Novecento: aveva coinvolto solo turchi e albanesi e non aveva mai attratto la popolazione locale.
Una tekke Bektashi è ancora attiva nel Michigan, dove un gruppo di immigrati albanesi continua a venerare Hajji Bektash Veli.
Nel settembre 2024 il primo ministro albanese Edi Rama ha annunciato l'intenzione di creare uno piccolo Stato per i Bektashi a Tirana, grande un quarto della Città del Vaticano. Il progetto di creazione dello Stato sovrano dell'Ordine Bektashi è volto a promuovere una versione tollerante dell'Islam e di convivenza fra le religioni. È stato designato come futuro leader del microstato Edmond Brahimaj.

## Dottrina

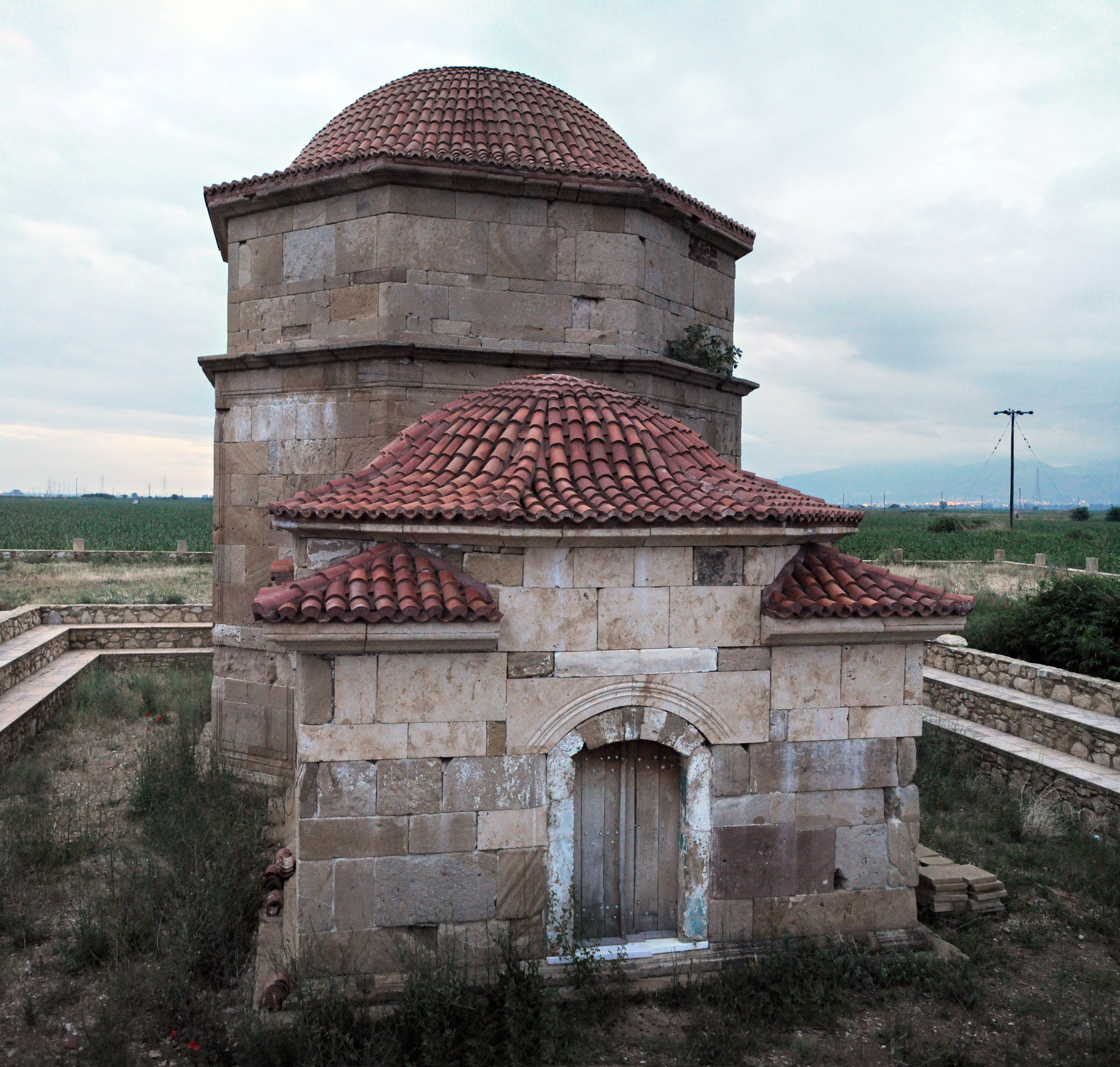
Kutuklu Baba Tekke a Selino (Monti Rodopi, Tracia occidentale), in Grecia

A parte Hajji Bektash Veli, la confraternita sembra essere stata influenzata da Hurufi e Qalandhar e dalle credenze sciite dell'Anatolia nel XV secolo. Le pratiche mistiche e i rituali furono messi a punto da Balim Sultan nel XVI secolo. Alcuni studiosi sono dell'opinione che l'ordine Bektashi abbia mescolato concetti sciiti e sunniti, tuttavia la confraternita ha pratiche e dottrine specifiche. Nel corso della storia i bektashi influenzarono sia l'élite intellettuale ottomana sia i contadini.
Con le altre confraternite islamiche l'ordine condivide la necessità di una guida spirituale - chiamata babà dai bektashi - così come la dottrina delle "quattro porte" che devono essere varcate: la Shari'a, la Tariqat, la Haqiqat e la Marifat. Il bektashismo presta particolare attenzione alla Waḥdat al-wujūd (letteralmente "Unicità di esistenza") formulato da Ibn ʿArabī, una forma di panenteismo. Ci sono anche importanti influenze dello sciismo, per quanto riguarda il rispetto per ʿAlī, i Dodici Imam. I bektashi considerano Nowruz un giorno sacro.
Attraverso la Waḥdat al-wujūd i bektashi vedono la realtà ultima in Haqq–Muḥammad–ʿAlīi. Inoltre, ci sono pratiche che hanno somiglianze con altre tradizioni, come il pasto rituale (muhabbet) e la confessione annuale dei peccati a un babà (magfirat-i zunub). I bektashi basano le credenze e rituali sulla loro interpretazione e comprensione non ortodossa e mistica del Corano e delle pratiche profetiche. Non hanno una dottrina specifica scritta al riguardo, quindi il significato e l'interpretazione possono differire a seconda dell'insegnante. Venerano i mistici sufi al di fuori della loro confraternita, come Gialal al-Din Rumi, Ibn ʿArabī e al-Ghazālī, che sono più vicini a loro nello spirito.

### Riti e pratiche

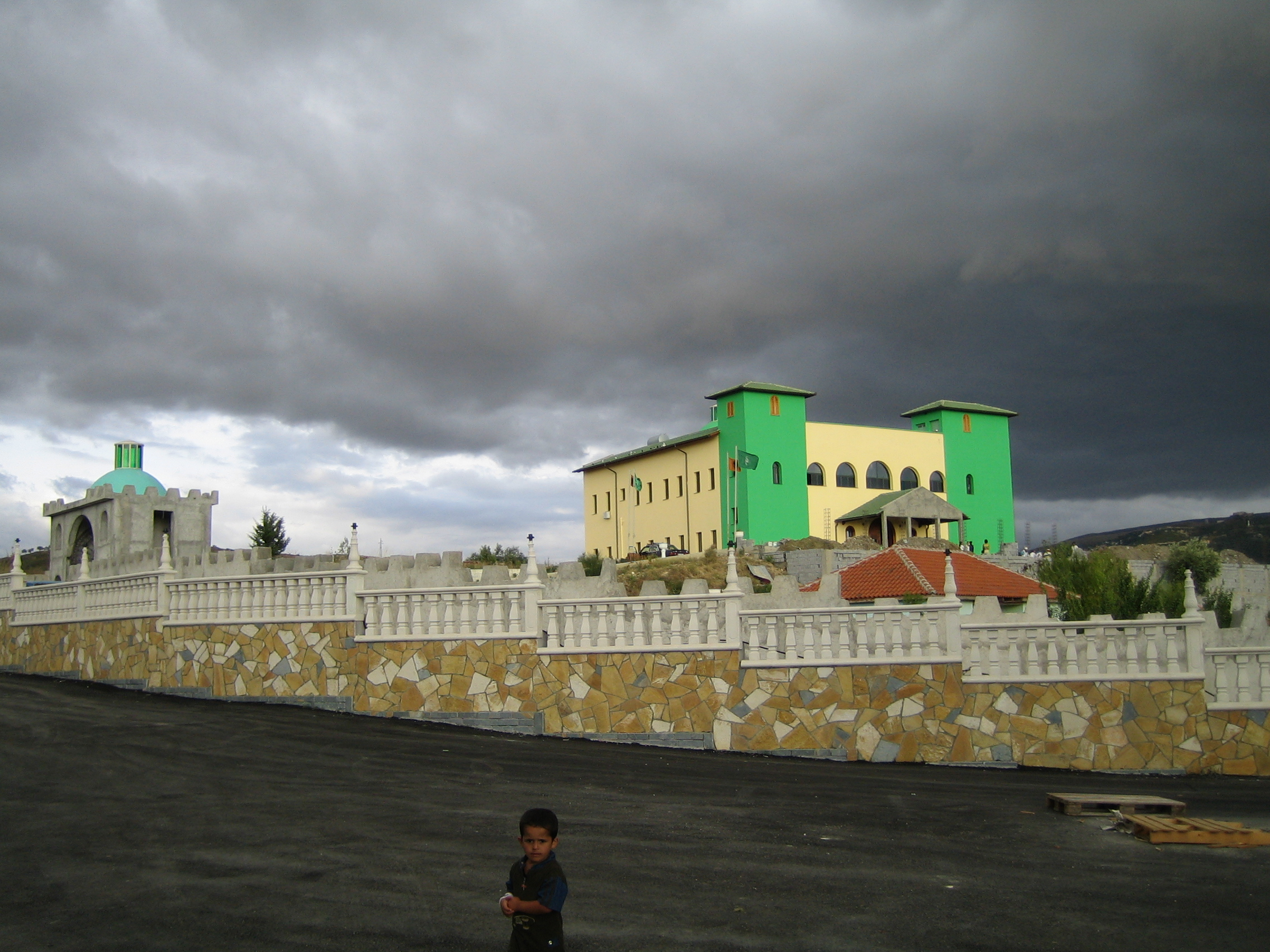
Bektashi khanka sul Colle Kuz-Baba di Valona, in Albania

I bektashi pregano solo due volte al giorno, non sempre rivolti verso la Mecca, e non piegano necessariamente le ginocchia. Come altri musulmani, la maggior parte non mangia carne di maiale, né tocca tartarughe, cani o serpenti e, soprattutto, non si avvicina ai conigli. Alcuni bektashi bevono alcolici. Le donne partecipano alla pari a cerimonie e assemblee, cosa che scandalizza i musulmani tradizionalisti e che in passato diede adito a congetture e dicerie sulla vita e sul comportamento all'interno delle tariqe. I bektashi non sono obbligati a praticare il Ramadan, ma digiunano, o almeno non bevono liquidi, durante il periodo della misurazione, cioè nella prima decade del mese di muharram, durante il quale vengono commemorate le sofferenze e la morte dell'Imam Husayn. Dopo la misurazione arriva la festa dell'Ashura, durante la quale si mangia un dolce a base di grano battuto, frutta secca, noci e cannella. I bektashi albanesi celebrano anche il compleanno dell'imam Ali.

## Gerarchia
La tariqa ha diversi livelli e ranghi:
- ashiku, عاشق, seguaci non iniziati.
- myhibi/muhibi, محب, l'ashiku, che dopo aver superato il rito di castità e la dichiarazione di lealtà durante una cerimonia in una tekke diventa seguace.
- derviscio, muhib dopo aver preso altri voti.
  - mujheri, "persona provata dalla vita, casta, non sposata": è una categoria speciale di dervisci, votati al celibato, che portano un orecchino all'orecchio destro.
- babà: è considerato il leader di una comunità e in grado di fare da guida spirituale (irshad  إرشاد).
- dede-babà: è considerato il più alto grado e autorità della tariqa.[6]

## Rito di iniziazione

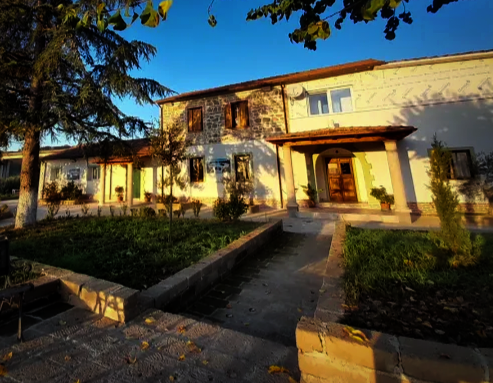
Teqeja della comunità albanese, inaugurata nel 2021 a Capena (RM), in Italia

Una persona che vuole entrare nella setta Bektashi (talib) deve essere musulmana, maggiorenne, saggia e sana e deve aver preso tale decisione di propria volontà. Una volta ammessa nella setta, deve seguire gli ordini e le raccomandazioni della guida. Le persone che si arrendono nello stesso rito sono chiamate musahib (fratelli della via).
Il rituale di ammissione nella confraternita dei Bektashi contiene dodici parti chiamate erkan (ar. arkān, lett. "Pilastri"): 
1. Entrare nella stanza mejdan.
2. Profumare la stanza.
3. Le domande della guida (myrshid) al candidato (talib).
4. L'accensione delle candele.
5. La preghiera del talib.
6. L'approccio del talib dal lato del rehber al myrshid.
7. Il rehber consegna il myrshid.
8. Il suggerimento del myrshid che i talib si pentano.
9. Il myrshid restituisce il talib al rehber.
10. Il rehber mostra il maqam (ranghi) al talib.
11. La condivisione del sorbetto.
12. La pulizia della stanza. Alla fine la guida legge un lungo gylbank e con esso si conclude l'intero rituale.[7]

## Etica e morale
Hajji Bektash Velii stabilì nell'ordine dei Bektashi un solido sistema morale con il suo motto "Cura della mano, della vita e della lingua" (Eline,dilin, beline saatif olmak). Cioè: fai attenzione che le mani non si tocchino in questioni separate, la lussuria non sia diretta verso il proibito e la lingua non pronunci cose proibite.
Durante il rituale del voto, quando il talib le si siede accanto, la guida gli suggerisce queste parole:
"Dovresti considerare il myr shid come il tuo vero padre e il rehber come tua madre. Non mentire. Non mangiare haram. Non spettegolare. Non attaccarti troppo alla lussuria. Possiedi le tue mani, la tua vita e la tua lingua. Non invidiare nessuno. Non essere arrogante e odioso. Non essere amareggiato e non essere arrabbiato. Copri ciò che vedi, non parlare di ciò che non vedi. Non aggrapparti a ciò che non è tuo. Non tendere la mano dove non potrà arrivare. Non prendere parole dove le parole non vanno. Guarda per prendere esempio, parla a bassa voce. Sii paziente con i più piccoli e tratta gli adulti con rispetto. Rendi sincero il tuo impegno. Cerca la verità nella tua essenza. Abbi conoscenza dei segreti degli elevati."
Ogni bektashi deve aderire a condizioni molto restrittive, accettate con libera volontà e senza violenza. Se un membro non mantiene la promessa, viene proclamato "caduto" (dyshkyn), "fuori strada". Prima il colpevole viene ammonito più volte, e se continua ancora, viene punito. Tra le cose proibite secondo l'etica bektashi rientrano: ingiustizia, maldicenza, agire senza conoscenza, inadempienza agli obblighi, spionaggio, predizione del futuro, avventura, calunnia, tradimento, bugie, gioco d'azzardo, alcol, ecc. Per ciascuno dei peccati che pregiudicano la vita della setta sono previste punizioni: per esempio, in caso di furto va pagato il doppio dell'importo rubato e la persona lascia la setta per tre mesi.

## Gjyshatat(quartieri) bektashiane
Le gjyshatat bektashiane sono i quartieri in cui sono presenti comunità bektashiane:
- Gjyshata di Kruje: Kruje, Bulqize, Shkodër
- Gjyshata di Valona: Valona, Fier, Mallakastër
- Gjyshata di Elbasan: Elbasan, Gramsh, Kavajë-Lushnje
- Gjyshata di Skrapar: Berat, Skrapar, Permet
- Gjyshata di Korçe: Korçe, Devoll, Ersekë
- Gjyshata di Gjirokastra: Gjirokastra, Tepelena, Saranda
- Gjyshata di Detroit (USA)
- Gjyshata di Tetovos (Macedonia del Nord)
- Gjyshata Gjakovas (Kosovo)

## Congressi Bektashi
Congressi Bektashi:
- Congresso I, Pristë, 17.01.1921
- Congresso II, Gjirokastra, 9.07.1924
- Congresso III, Korça, 26.09.1929
- Congresso IV, Tirana, 02.05.1945
- Congresso V, Tirana, il 16.04.1950
- Congresso VI, Tirana il 19 - 20.07.1993
- Congresso VII, Tirana, 23 - 24 settembre 2000
- Congresso VIII, Tirana, 21 settembre 2005